# سفارة باكستان في النرويج
سفارة باكستان في النرويج هي أرفع تمثيل دبلوماسي لدولة باكستان لدى النرويج. تقع السفارة في وهي تهدف لتعزيز المصالح الباكستانية في النرويج.

## وصلات خارجية
- قائمة سفارات باكستان
- قائمة السفارات في النرويج